# 楊式
楊式（1464年—？年），字訓遠，四川敘州府富順縣人，民籍。

## 生平
治《書經》，由縣學生中式正德二年（1507年）丁卯科第二十四名舉人，年四十五歲中式正德三年（1508年）戊辰科會試第二百五十一名，第二甲第十五名進士，任刑部主事，因為母親年老請求終養，縣內有進士坊為他而建。

## 家族
曾祖杨敬。祖杨時景。父杨林，贡士。母陳氏。具庆下。